# Çıralı
Çıralı este o stațiune la Marea Mediterană din districtul Kemer, provincia Antalya (Turcia). În apropiere de Çıralı se află ruinele orașului antic Olymposul Lician.